# Irene Paleóloga de Trebisonda
Irene Paleóloga (en griego: Ειρήνη Παλαιολογίνα, Eirēnē Palaiologina; c. 1315 - después de 1341) fue emperatriz de Trebisonda desde el 6 de abril de 1340 hasta el 17 de julio de 1341. Ella era una hija ilegítima del emperador bizantino Andrónico III Paleólogo, y se casó con el emperador Basilio de Trebisonda en 1335. En 1340, después de la muerte de su marido, ascendió al trono de Trebisonda, pero su reinado fue muy corto debido a su incapacidad para hacer frente a los conflictos internos y los peligros externos amenazantes del imperio. Se vio obligada a dimitir en julio de 1341.